# Sencelles
Sencelles (hiszp. Sancellas)  – gmina w Hiszpanii, w prowincji Baleary, we wspólnocie autonomicznej Balearów, o powierzchni 52,86 km². W 2011 roku gmina liczyła 3187 mieszkańców.